# Takaharu Matsumoto
Takaharu Matsumoto (松本 嵩春, Matsumoto Takaharu) est un mangaka japonais né un 1er mai.

## Source
- Takaharu Matsumoto, Agharta, t. 1, Kana, coll. « Big Kana », 2002  (ISBN 2-87129-412-7) Un petit dossier sur l'auteur est inclus à la fin de l'ouvrage.